# きんご
きんごとは、花札の競技の一種。トランプのブラックジャックに似ている。競技の内容がおいちょかぶなどのかぶ系に当てはまるが、厳密にはかぶ系ではない。なお、「きんご」の語源はポルトガル語の「15」を意味する「quinze（キンズィ）」から来ている。漢字表記は「金吾」、もしくは「※（「五」が3つからなる理義字）」。

## ゲームの流れ
人数は2人から6、7人くらいではじめる。使用する札は40枚1組の「きんご札」と呼ばれるものが妥当であるが、普通の48枚1組の花札から柳と桐の8枚を除いた花札を使用しても問題ない。札の合計を15、もしくはそれに近い数字に近づけたら勝利。なお、札の枚数には制限がない。点数を表示する道具も用意する。
親決めをして、それぞれ点数を持ち、その持ち点から賭ける点数を決めて札をシャッフルする。親を含めた全員に1枚ずつ札を裏向きにして配る。残りは山札として場の中央に置く。次に各自、全員同じ数の点数を張る。張り終わったら、親から山札を引く。持ち札の合計点数が15になるまで何枚でも引けるが、16以上になればもう引けない。なお、1人につき最低でも1枚は引かなければならない。
親が引き終わったら、右回りに親と同様、15になるまで札を引く。全員が札を引き終わったら、それぞれ自分の手札を公開して勝負する。
勝敗の基準は、1人だけ15でそれ以外の人が14以下だった場合は、15の人が勝者となり、賭けた点数を総取りする。全員が14以下であった場合、15に近い人が勝者。勝者が2人以上いる場合は、敗者の張った点数を平等に分ける。16以上の場合は「バレタ」と言い、無条件の負けとなる上、張った点数を倍払いしなければならない。なお、全員が「バレタ」の場合は引き分けとなり、点数の移動はない。
なお、特例として特殊役が存在する。
きんご三倍づけ
5月札が3枚で15になった場合、張った点数の3倍を全員からもらえる。なお、他に15の点数の人がいても累積の対象となり、通常の合計点の15より勝る役である。
シゴロ二倍づけ
4・5・6月札で15になった際、張った点数の2倍を全員からもらえる。